# مرض جماعي نفسي المنشأ
المرض الجماعي نفسي المنشأ، يُعرف أحيانًا باسم المرض الجماعي اجتماعي المنشأ، أو الاضطراب الجماعي نفسي المنشأ، أو الهستيريا الوبائية، أو الهستيريا الجماعية، هو «الانتشار السريع لمؤشرات المرض وأعراضه التي تؤثر على أفراد مجموعة متماسكة، إذ ينشأ من خلل في الجهاز العصبي يشتمل على استثارة الوظيفة، أو فقدانها، أو تعديلها؛ وبناءً عليه لا ترتبط الآلام الجسدية التي تظهر بشكل غير واعٍ بأي أسباب عضوية للمرض».

## الانتشار الوبائي
يتّسم المرض الجماعي نفسي المنشأ بانتشار أعراض مرضية ضمن جماعة سكانية رغم غياب العامل الفيروسي أو البكتيري المسؤول عن العدوى. يتميز المرض الجماعي نفسي المنشأ عن غيره من أنواع الوُهام الجمعية بأنه يأتي مرفوقًا بأعراض جسدية. وفقًا لما ذكره بالاراتناسينغام وجانكا، «ما تزال الهستيريا الجماعية إلى يومنا هذا حالة عسيرة الفهم. لا يوجد كثير من اليقين الذي يخص أعراضها المرضية». عادة ما تشمل خصائص انتشار المرض الجماعي نفسي المنشأ ما يلي:
- أعراضًا ليس لها أساس عضوي معقول؛
- أعراضًا عابرة أو حميدة؛
- أعراضًا سريعة البدء والشفاء؛
- حصوله في مجموعة منفصلة؛
- وجود حالة قلق غير عادية؛
- أعراضًا تنتقل بالتواصل البصري، أو السمعي، أو الشفهي؛
- انتشارًا ينتقل من أعلى إلى أسفل المقياس العمري، إذ يصيب كبار السن أو أفراد المراتب العليا أولًا؛
- غلبة الإصابات لدى الإناث

يفرق المعالج النفساني سايمون ويسلي بين صنفين من المرض الجماعي نفسي المنشأ:
- هستيريا القلق الجماعية «المتكونة من نوبات من العُصاب الحاد، والتي تصيب بشكل عام أطفال المدارس. لا وجود لتوتر سابق على الحالة، ويحصل الانتشار السريع عبر التواصل البصري».[5]
- الهستيريا الحركية الجماعية «المتألفة من اضطرابات في السلوك الحركي. تحدث هذه الحالة في أي فئة عمرية ويسبقها حصول التوتر. يمكن التعرف على الحالات الأولية، ويحدث الانتشار بشكل تدريجي... يمكن أن يأخذ تفشي الحالة وقتًا طويلًا».[5]

مع التزام بعض الباحثين بالتعريفات السابقة أحيانًا، يشكك بعضهم الآخر بصحة تعريف ويسلي، مثل علي-غومبيه وزملائه في جامعة مايدوغوري في نيجيريا، ويصفون حالات تفشٍّ لكل من الهستيريا الحركية الجماعية وهستيريا القلق الجماعية.
لا يقدم الدليل التشخيصي الإحصائي للاضطرابات العقلية تشخيصًا محددًا لهذه الحالة، ولكن المقطع الذي يصف اضطراب التحويل يذكر أنه «في حالة الهيستيريا الوبائية، تظهر الأعراض المشتركة ضمن مجموعة محددة من الناس بعد تعرضها لمسبب مشترك».

### الأعراض الشائعة
جمع تيموثي إف جونز من وزارة الصحة في ولاية تينيسي الأعراض التالية بناءً على درجة تواترها في حالات التفشي التي وقعت بين الأعوام 1980 – 1990:
| الأعراض                                 | النسبة المئوية المبلغ عنها |
| الصداع                                  | 67                         |
| الدوخة أو الدوار                        | 46                         |
| الغثيان                                 | 41                         |
| تقلصات أو آلام المعدة                   | 39                         |
| السعلة                                  | 31                         |
| الإجهاد، النعاس، أو الإعياء             | 31                         |
| التهاب الحلق أو الشعور بحرقة في الحلق   | 30                         |
| فرط التنفس أو صعوبة التنفس              | 19                         |
| تهيج الأعين أو دمع العين                | 13                         |
| ضيق في الصدر أو آلام الصدر              | 12                         |
| فقدران القدرة على التركيز/صعوبة التفكير | 11                         |
| التقيّؤ                                  | 10                         |
| الشعور بالوخز، أو الخدَر، أو الشلل       | 10                         |
| القلق أو توتر الأعصاب                   | 8                          |
| الإسهال                                 | 8                          |
| صعوبة في الرؤية                         | 7                          |
| الطفح الجلدي                            | 4                          |
| فقدان الوعي/الإغماء                     | 4                          |
| الشعور بالحكّة                           | 3                          |

### معدل انتشار المرض وحدّته
يتأثر المراهقون والأطفال بشكل متكرر بحالات المرض الجماعي نفسي المنشأ. تقول الفرضية بأن أولئك الميّالين للانفتاح الاجتماعي أو العصابية، أو أصحاب الدرجات المنخفضة في اختبار معدل الذكاء، هم أكثر عرضة للتأثر بانتشار الهستيريا الوبائية، ولم يثبت هذا بشكل قاطع وفقًا للأبحاث. يذكر بارتولوميو وويسلي أنه «يبدو جليًا أنه ليس ثمة أهبة محددة للإصابة بالمرض الجماعي اجتماعي المنشأ، وأنه ردة فعل سلوكية يمكن أن تظهر لدى أي كان في الظروف المواتية للإصابة».
يبدو أن التغطية الإعلامية المستفيضة تُسهم في مفاقمة تفشي المرض. إضافة إلى ما تقدم يمكن للمرض أن يعاود الظهور بعد التفشي الوبائي الأولي. ينصح جون والير بأنه سرعان ما يتم تشخيص المرض على أنه نفسي المنشأ، فلا ينبغي على السلطات المختصة إضفاء تغطية أو أهمية خاصة به. على سبيل المثال، في دراسة حالة أُجريت في مصنع بسنغافورة، أسهم جلب طبيب تقليدي للقيام بعملية طرد أرواح شريرة أسهم ذلك في تفشي المرض.

## الأبحاث
إضافة إلى الصعوبات المرتبطة بجميع الأبحاث المتعلقة بالعلوم الاجتماعية، بما فيها غياب فرص إجراء اختبارات ضابطة، ينطوي المرض الجماعي اجتماعي المنشأ على صعوبات خاصة تواجه الباحثين في هذا المجال. يذكر بالاراتناسينغام وجانكا أن طرائق «تشخيص الهستيريا الجماعية تبقى موضع خلاف». ووفقًا لجونز فالآثار الناجمة عن المرض الجماعي نفسي المنشأ «يصعب التفريق بينها وبين آثار الإرهاب البيولوجي، إذ تنتشر العدوى أو التعرض للسموم بشكل سريع».
تنشأ هذا المصاعب عن التشخيص المتبقي للمرض الجماعي نفسي المنشأ. يطرح سينجر، من جامعة الخدمات المنظمة للعلوم الصحية، مجموعة من الإشكالات المتعلقة بهكذا تشخيص كما يلي: «تجد مجموعة من الناس مصابة بالمرض، تجري تقصّيًا، وتقيس كل ما يمكنك قياسه... وبعد كل ذلك، عندما تجد نفسك عاجزًا عن تحديد أي سبب جسدي، تتجرأ بالقول «حسنًا، لا شيء لدينا هنا، وهكذا فلْنسمِّ هذه الحالة المرض الجماعي نفسي المنشأ»». يعوز العبارة التالية الكثير من المعقولية: «لا شيء هنا، لهذا تصنف حالة من حالات المرض الجماعي نفسي المنشأ»، فهي تستبعد فكرة عدم ملاحظة وجود عامل عضوي. بالرغم من ذلك، يزيد إجراء عدد واسع من الفحوصات يزيد من احتمالية النتائج الإيجابية الكاذبة.

## في التاريخ

### القرون الوسطى
تشمل قائمة أولى الحالات المدروسة المرتبطة بالهستيريا الوبائية حالات هوس الرقص المشخصة في القرون الوسطى مثل رقص سانت جون وداء الرقص الهستيريائي. كان الافتراض السائد حينها يربط تلك الحالات بالتلبّس بأرواح شريرة أو قرصة عنكبوت الرتيلاء. اشترك المصابون بهوس الرقص في مجموعات راقصة كبيرة، استمرت بالرقص أحيانًا لأسابيع دون توقف. ترافق الرقص أحيانًا بخلع الملابس، والعواء، والإتيان بحركات شائنة، وزُعم أحيانًا أن بعض المصابين استمروا في الضحك والبكاء حتى الموت. تفشى داء هوس الرقص في جميع أرجاء أوروبا.
بين القرنين الخامس عشر والسادس عشر، شاعت حالات الهستيريا الحركية في الأديرة. غالبًا ما كانت الشابات اللواتي يعشن في تلك الأديرة مجبرات على ذلك من قبل أهاليهن. مع قبولهن في الدير، توجب عليهن تقديم نذور العفة والفقر. اتسم أسلوب حياتهن بالتنظيم الدقيق والإجراءات التأديبية الصارمة. ظهر على بعض الراهبات عدة سلوكيات، عُزيت في العادة إلى المس الشيطاني، تمثلت في استخدامهن كلامًا نابيًا وإظهار سلوكيات إيحائية. في إحدى الحالات، أخذت الراهبات بالمواء كالقطط، فاستُدعي الكهنة لإجراء طقوس طرد الأرواح الشيطانية منهنّ.

### من القرن الثامن عشر حتى القرن الواحد والعشرين

#### في المصانع
تفشت حالات المرض الجماعي نفسي المنشأ في المصانع إبان الثورة الصناعية في إنجلترا، وفرنسا، وألمانيا، وإيطاليا، وروسيا، والولايات المتحدة، وسنغافورة.
قدم دبليو إيتش فون، من وزارة العمل في سنغافورة، دراسة لستّ حالات تفشي المرض الجماعي نفسي المنشأ في مصانع سنغافورية بين الأعوام 1973 و1978. اتسمت تلك الحالات بما يلي: 1. نوبات هستيرية من الصراخ والعنف بصورة عامة، ولم تنفع معها المهدئات، 2. غيبوبة، يزعم العامل فيها أنها يتكلم تحت تأثير الأرواح أو الجن، و3. نوبات ذعر، اشتكى بعض العمال من إصابتهم بخوف غير مسبوق، أو بشعورهم بالبرد، أو الخدَر، أو الدُوار. عادة ما خفت حدّة تفشي المرض في غضون أسبوع. استُدعي طبيب محلي لإجراء طقوس طرد الأرواح الشريرة. لم يأتِ هذا الأسلوب بنتائج فعالة، وفي بعض الأحيان بدا وأنه قد فاقم من انتشار المرض. أُصيبت الإناث وإثنية المالايو بشكل غير متناسب.
يجدر بالذكر على وجه الخصوص انتشار «حشرة يونيو». في يونيو 1962، وهو من شهور الذروة في إنتاج المصانع، ظهرت أعراض على 62 عاملًا في مصنع ألبسة في مدينة جنوب الولايات المتحدة، كان من بين الأعراض الشعور الشديد بالغثيان وتقشّر البشرة. وقعت معظم حالات المرض في فترة الدوام الصباحية، وكان فيها أربعة أخماس العاملين من الإناث. من أصل 62 حالة مرضية، كانت 59 منهن نساء، اعتقد بعضهن أنهن تعرّضن لقرصة حشرة من شحنة النسيج. لهذا استُدعي علماء حشرات وغيرهم من المختصين لاكتشاف العامل المسبب للمرض، ولكن لم يُعثر على شيء. نظم كيرشوف مقابلات مع عمال المصنع من المصابين والذين لم يصابوا، ولخّص استنتاجاته كالتالي:
- الإرهاق – كانت احتمالية عمل المصابين لساعات إضافية بشكل معتاد أعلى من غيرهم وذلك ليجنوا غالب الدخل العائلي. كان العديد منهم متزوجون وعندهم أطفال.
- نزع المصابون إلى إنكار الصعوبات التي واجهوها. يفترض كيرشوف بأن فرصة هؤلاء كانت «أضعف في التعامل الناجح في ظل ظروف الإرهاق التي يمرون بها».
- بدت النتائج متسقة مع نموذج العدوى السلوكية. ارتبطت مجموع الأشخاص المصابين ببعضهم بعضًا بروابط اجتماعية وثيقة.

يربط كيرشوف المعدل السريع للعدوى بالوجاهة الظاهرة لنظرية تفشي الحشرات والتغطية التي أكسبتها إياها التقارير الإخبارية المرافقة.
يصف كل من ستال وليبيدون  تفشي المرض الجماعي اجتماعي المنشأ في مركز معلومات في بلدة وسط غرب أمريكا في العام 1974. أكد عشرة من المصابين التسعة والثلاثين بأنهم شمّوا «غازًا غريبًا» لم يتم التحقق من صحة وجوده، ونُقلوا على الفور إلى المستشفى تظهر عليهم أعراض الدوار، والإغماء، والغثيان، والتقيؤ. يذكر ستال وليبيدون في دراستهما أن معظم العمال كنّ من النساء الشابات اللائي كنّ يموّلن دراسة أزواجهن الجامعية أو يسهمن في الدخل العائلي. أظهرت الدراسة أن المصابين كان لديهم نسبة سخط عالية على ظروف العمل. وُجد أن أولئك المرتبطين ببعضهم بروابط اجتماعية وثيقة قد أتوا بنفس ردة الفعل على الغاز المزعوم، والذي ذكرت امرأة واحدة فقط أنها شمّت وجوده. بعد القيام بعدة فحوصات لاحقة للمركز، لم يثبت وجود هكذا غاز.

#### في المدارس
تأثر الألوف بانتشار مرض مفترض في مقاطعة في كوسوفو، أصاب بشكل حصري إثنية الألبان الذين كان غالبهم مراهقين شباب. ظهرت مجموعة متنوعة من الأعراض، بما فيها الصداع، والدوخة، والتنفس المعوّق، والإجهاد/الوَهن، وأحاسيس بالحرقة، وتشنجات، وآلام في الصدر، وجفاف الفم، والغثيان. بعد انحسار موجة المرض، أصدرت لجنة فيدرالية ثنائية تقريرًا يقدم تفسيرًا للمرض نفسي المنشأ. قال رادوفانوفيتش من قسم طب المجتمع والعلوم السلوكية في كلية الطب بالصفاة في الكويت:
لم يرضِ هذا التقرير أيًا من المجموعتَين الإثنيتين. اعتقد العديد من الأطباء الألبان بأن ما شاهدوه لم يكن سوى تسمم وبائي غريب. تجاهل العديد من زملائهم الصرب أي تفسير مرتبط بالباثولوجيا النفسية، وطرحوا تفسيرًا مفاده أن الحادث مدبر بنيّة إظهار الصرب بمظهر سيء، ولكنه فشل بسبب سوء التنظيم.
يتوقع رادوفانوفيتش أن الأحداث المبلّغ عنها للمرض الجماعي اجتماعي المنشأ قد تفاقم انتشارها بسبب الوضع المهزوز والمتأزم ثقافيًا في تلك المقاطعة.
في العام 1962 انتشر وباء الضحك في تانغانيكا في قرية كانشاسا أو قريبًا منها في الساحل الغربي لبحيرة فيكتوريا في دولة تنزانيا المعاصرة، وأصاب أخيرًا 14 مدرسة مختلفة وأكثر من 1000 شخص.
في صباح يوم الخميس من 7 أكتوبر 1965، في مدرسة بنات في بلاكبيرن في إنجلترا، اشتكت عدة فتيات من الشعور بالدوار. أغمي على بعضهن. في غضون ساعات، نُقلت 85 طالبة من المدرسة بسيارة الإسعاف إلى مشفى قريب بعد تعرضهن للإغماء. اشتملت الأعراض على الدوار، والأنين، واصطكاك الأسنان، واللهث، والتكزز. نشر موس وماك إيفدي تحليلهما للحادث بعد مرور عام. فيما يلي استنتاجاتهما. يُلاحَظ أن استنتاجهما بشأن درجة الانفتاح الاجتماعي والعُصابية فوق المتوسطة لدى المصابين ليست بالضرورة نمطية في المرض الجماعي نفسي المنشأ.
- كانت نتائج الفحوصات العيادية والمخبرية سلبية بشكل أساسي.
- لم تُظهر التحقيقات التي أجرتها السلطات الصحية الحكومية أية أدلة على وجود تلوث غذائي أو في الهواء.
- عُمِد إلى تقصي مسببات تفشي المرض باستخدام الاستبيانات مع جميع طلاب المدرسة. ثبت أن تفشي المرض بدأ في أوساط الطلاب في الرابعة عشرة من عمرهم، ولكنه تفشى بشكل أكبر عند انتقاله إلى الفئات العمرية الأصغر سنًا.
- باستخدام اختبار أيزنك للشخصية، ثبت أن النتيجة الوسطية E (الانفتاح الاجتماعي) والنتيجة الوسطية N (العُصابية) لدى المصابين -وفي جميع الفئات العمرية- كانت أعلى مما هي عليه لدى غير المصابين.
- ثبت أن الفتيات الصغيرات أكثر عرضة للإصابة، ولكن الاضطراب كان على أشدّه ودام لفترة أطول لدى الفتيات الأكبر سنًا.
- اعتُبر ما حصل حالة من الهستيريا الوبائية، وأن وقوع وباء شلل أطفال سابق قد أدى إلى جعل مجموع الطلاب أضعف أمام غيره من الأمراض، وأن الاستعراض المدرسي الذي دام لثلاث ساعات وشهد وقوع 20 حالة إغماء في اليوم السابق على أول انتشار للمرض كان هو المحفز الرئيسي لوقوع المرض.
- اعتُبرت المعطيات التي جُمعت غير متسقة مع النظريات العضوية ومع النظرية التوفيقية للنواة العضوية.

وقعت حادثة محتملة أخرى في بلجيكا في يونيو 1999 عند إصابة بعض الأفراد، أغلبهم طلاب مدارس، بالمرض بعد شربهم كوكا كولا. في نهاية المطاف، اختلف العلماء بخصوص مدى انتشار المرض، وفيما إذا يفسر بشكل كامل الأعراض المتعددة والمدى الذي أثر فيه المرض الجماعي اجتماعي المنشأ على المصابين.
حدث انتشار محتمل للمرض الجماعي نفسي المنشأ في مدرسة لي روي الإعدادية والثانوية شمال ولاية نيويورك، في الولايات المتحدة. عانى عدة طلاب من أعراض مشابهة لمتلازمة توريت. استثنى عدد من الأخصائيين الطبيين عوامل مثل غارداسيل، وتلوث مياه الشرب، والمخدرات، والتسمم بأول أوكسيد الكربون وغيرها من المسببات البيئية أو المعدية، قبل تشخيص الطلاب باضطراب التحويل والمرض الجماعي نفسي المنشأ.
منذ العام 2009، بدأ التبليغ عن سلسلة من حالات التسمم التي ضربت مدارس البنات في جميع أرجاء أفغانستان. اشتملت الأعراض على الدوار، والإغماء، والتقيؤ. أجرت الأمم المتحدة، ومنظمة الصحة العالمية، وقوات المساعدة الدولية لإرساء الأمن في أفغانستان التابعة لحلف الناتو تحقيقاتها في الحوادث استمرت لعدة سنوات ولم تعثر على دليل يثبت استخدام مواد سمية أو تسمم في مئات من عينات الدم، والبول، والماء التي فحصوها. خلصت النتيجة إلى أن الفتيات قد تعرضن للمرض الجماعي نفسي المنشأ.
في أغسطس 2019، أوردت البي بي سي خبرًا بأن الطالبات في مدرسة كيتيره الثانوية الوطنية، في كلينتن ماليزيا، بدأن بالصراخ، وزعمت بعضهن بأنهن رأين «وجهًا يمثل الشر المحض». اقترح الدكتور سايمون ويسلي من مشفى كينج كوليج بلندن أن الحادثة كانت شكلًا من أشكال «السلوك الجمعي». قال عالم الاجتماع الطبي والكاتب الأمريكي روبرت بارتولوميو بأنه «لا تعتبر صدفة أن مقاطعة كلنتن الأكثر محافظة بين مقاطعات ماليزيا هي الأكثر عرضة لانتشار المرض». يدعم هذا الرأي الأكاديمي أفيك نور الذي يطرح فكرة أن التطبيق الصارم للشريعة الإسلامية في المدارس في مقاطعة مثل كلنتن ذا صلة بانتشار المرض. ذكر نور البيئة المقيدة هي سبب نشوب موجة الصراخ. في الثقافة الماليزية، تعتبر المقابر والأشجار أماكن شائعة لوجود الأرواح الخارقة للطبيعة. استجابت السلطات لحادثة كلنتن بقطع الأشجار المحيطة بالمدرسة. ذكرت تقارير حدوث المرض الجماعي نفسي المنشأ في الأديرة الكاثوليكية في جميع أنحاء المكسيك، وإيطاليا، وفرنسا، وفي مدارس كوسوفو وحتى بين مشجعات الرياضة في بلدة في ولاية نورث كارولاينا.